# Tyler Christopher (Schauspieler)
Tyler Christopher Baker (* 11. November 1972 in Joliet, Will County, Illinois; † 31. Oktober 2023 in San Diego, Kalifornien) war ein US-amerikanischer Schauspieler. Er wurde einem breiten Publikum durch seine Rolle des Nikolas Cassadine in General Hospital bekannt.

## Jugend und Ausbildung
Tyler Christopher wurde am 11. November 1972 in Joliet als Sohn von Jim und Jimi-Ann Baker geboren. Er ist das jüngste von vier Kindern und hat zwei Schwestern und einen Bruder. Er ist schottischer, englischer und deutscher Abstammung. Die Schauspieler Derk und Drew Cheetwood sind seine Cousins. Er wuchs in Delaware, Ohio auf und studierte für zwei Jahre an der Ohio Wesleyan University.

## Schauspielkarriere
Ab 1996 stellte Christopher die Rolle des Nikolas Cassadine in der langlebigen Fernsehserie General Hospital dar. Bis 2016 war er in über tausend Episoden zu sehen. Es folgten Episodenrollen in Serien wie Family Law, Charmed – Zauberhafte Hexen, Angel – Jäger der Finsternis oder Felicity. 2002 hatte er die Hauptrolle des Captain Jeffries im Film Commando Deep Sea. 2003 rief er die Theatergruppe The 68 Cent Crew ins Leben. 2005 übernahm er in drei Episoden der Miniserie Into the West – In den Westen die Rolle des Jacob Wheeler Jr. Er spielte die Rolle des Dan Whitehorse in der Fernsehserie The Lying Game von 2011 bis 2013 in insgesamt 26 Episoden. Eine weitere größere Serienrolle hatte er von 2018 bis 2019 als Stefan O. DiMera in der Fernsehserie Zeit der Sehnsucht inne. 2022 stellte er im Mockbuster Moon Crash die Rolle des Steve Sawyer dar und war auch in Thor: God of Thunder in der Rolle des Mr. Sagais zu sehen. In den Fernsehfilmen Super Volcano, Megaquake – Kalifornien am Abgrund und Ice Storm – Der Beginn einer neuen Eiszeit spielte er jeweils die Rolle des Griffin Richards. Zuletzt trat er 2023 als Schauspieler in Erscheinung. Sein Schaffen umfasst rund 40 Film- und Fernsehproduktionen.
Christopher war mehrfach für verschiedene Film- und vor allem Fernsehpreise nominiert und auch ausgezeichnet. 2016 erhielt er den Daytime Emmy Award. Bereits 1997 hatte er den Soap Opera Digest Award gewonnen.

## Privatleben
Von 2002 bis 2004 war er mit der Schauspielerin Eva Longoria verheiratet. Anschließend folgten Beziehungen mit den Schauspielerinnen Vanessa Marcil und Natalia Livingston. Im Oktober 2006 machte er seine Beziehung zur Motorsportmoderatorin Brienne Pedigo öffentlich. Die Ehe wurde am 27. September 2008 geschlossen. 2009 wurde der gemeinsame Sohn geboren, 2015 folgte eine Tochter.
Christopher starb am 31. Oktober 2023 im Alter von 50 Jahren an einem Herzproblem (cardiac event).

## Filmografie (Auswahl)
- 1996: General Hospital: Twist of Fate (Fernsehfilm)
- 1996–2016: General Hospital (Fernsehserie, 1.149 Episoden)
- 1997: Common Bonds
- 1999: Catfish in Black Bean Sauce
- 2000: Family Law (Fernsehserie, Episode 1x13)
- 2000: Charmed – Zauberhafte Hexen (Charmed, Fernsehserie, Episode 2x14)
- 2000: Angel – Jäger der Finsternis (Angel, Fernsehserie, Episode 1x18)
- 2000: Pretender (Fernsehserie, 2 Episoden)
- 2001: Pretender – Nichts scheint wie es ist (The Pretender 2001, Fernsehfilm)
- 2001: Felicity (Fernsehserie, Episode 3x12)
- 2001: Face the Music
- 2001: Buried Lies (Out of the Black)
- 2001: Sam’s Circus (Fernsehfilm)
- 2001: Special Unit 2 – Die Monsterjäger (Special Unit 2, Fernsehserie, Episode 2x08)
- 2001, 2018–2019: Zeit der Sehnsucht (Days of Our Lives, Fernsehserie, 160 Episoden)
- 2002: Lady Cops – Knallhart weiblich (The Division, Fernsehserie, Episode 2x15)
- 2002: Commando Deep Sea (Frogmen Operation Stormbringer)
- 2002: Twilight Zone (The Twilight Zone, Fernsehserie, Episode 1x02)
- 2002: JAG – Im Auftrag der Ehre (JAG, Fernsehserie, Episode 8x03)
- 2002: Boomtown (Fernsehserie, Episode 1x05)
- 2002: CSI: Vegas (CSI: Crime Scene Investigation, Fernsehserie, Episode 3x08)
- 2002: One for the Money (Fernsehfilm)
- 2003: Crossing Jordan – Pathologin mit Profil (Crossing Jordan, Fernsehserie, Episode 2x15)
- 2005: Into the West – In den Westen (Into the West, Miniserie, 3 Episoden)
- 2006: Secrets of a Small Town (Fernsehserie, Episode 1x01)
- 2010: Raven
- 2010: Stage 4 (Kurzfilm)
- 2011: Shouting Secrets
- 2011–2013: The Lying Game (Fernsehserie, 26 Episoden)
- 2014: Beyond the Lights
- 2017: Blonder Wahnsinn (The Other Mother, Fernsehfilm)
- 2018: Pretty Broken
- 2018: F.R.E.D.I.
- 2019: Das Haus der Geheimnisse (Max Winslow and the House of Secrets)
- 2022: Moon Crash
- 2022: Thor: God of Thunder
- 2022: Super Volcano (Fernsehfilm)
- 2022: Murder, Anyone?
- 2022: Megaquake – Kalifornien am Abgrund (20.0 Megaquake, Fernsehfilm)
- 2023: Ice Storm – Der Beginn einer neuen Eiszeit (Ice Storm, Fernsehfilm)